# 古今亭志ん丸 (3代目)
三代目 古今亭 志ん丸（ここんてい しんまる、1972年2月7日 - ）は落語家。埼玉県深谷市深谷町出身。本名∶永井 隆之。落語協会所属。出囃子は『四季の山姥』、紋は『鬼づた』。

## 経歴
城西大学落語研究会出身。
1994年4月、六代目古今亭志ん橋に入門し前座名「きょう助」を名乗る。。
1999年11月、二ツ目昇進し「古今亭志ん太」に改名。2005年に、にっかん飛切落語会奨励賞を、2006年に、にっかん飛切落語会努力賞を受賞。
2008年9月、三代目三遊亭歌橘、四代目三遊亭歌奴、春風亭百栄、古今亭菊太楼と共に真打昇進し、「三代目古今亭志ん丸」を襲名。

## 受賞歴
- 2005年 - にっかん飛切落語会奨励賞
- 2006年 - にっかん飛切落語会努力賞

## 弟子
- 七代目古今亭志ん橋 - 六代目古今亭志ん橋死去に伴い移籍（預かり弟子）